# Grand prix de l'Imaginaire du meilleur roman francophone
Le grand prix de l'Imaginaire du meilleur roman francophone est un prix littéraire français décerné chaque année depuis 1974 dans le cadre du grand prix de l'Imaginaire. il récompense des romans des littératures de l'imaginaire publiés en français pendant l'année précédente.

## Éligibilité
En 2025, un titre est éligible au prix du meilleur roman francophone s'il s'agit d'une œuvre inédite des littératures de l'imaginaire (science-fiction, fantasy, fantastique, etc.), publiée en français pendant l'année précédente (par exemple, pour le prix 2024, pendant l'année 2023). Le prix n'est pas réservé aux seuls éditeurs des littératures de l'imaginaire, tant que l'œuvre fait partie du genre ; en revanche, il n'est ouvert qu'aux seules œuvres publiées à compte d'éditeur sur un format papier : les œuvres auto-éditées en sont exclues, ainsi que celles uniquement publiées sur des supports numériques (web-séries, etc.). Le prix récompense des romans, c'est-à-dire des œuvres d'une certaine taille (les œuvres plus courtes sont éligibles au prix de la nouvelle francophone), mais il peut récompenser des séries, si l'un des tomes est paru pendant l'année d'éligibilité.
Le palmarès est déterminé par le vote d'un jury (douze membres évoluant dans le genre : écrivains, critiques, éditeurs, etc.). La présélection d'une dizaine de titres a lieu début janvier ; le lauréat est désigné par vote des jurés quelque temps plus tard, par tours de scrutins successifs. Le résultat du premier tour (les titres finalistes) est publié dès la fin du vote, mais le lauréat n'est annoncé que plusieurs semaines après, lors d'une cérémonie officielle.

## Historique
Le prix est créé en 1974 sous le nom de « grand prix de la science-fiction française » pour accompagner la première édition de la convention nationale de science-fiction, un événement similaire à ceux qui se tiennent alors dans les pays anglophones comme les État-Unis ou le Royaume-Uni ; ce grand prix ne comprend alors que deux catégories : roman et nouvelle. Il est décerné pour la première fois le 10 mars 1974.
Le prix change de nom en 1992 : il devient « grand prix de l'Imaginaire » afin de correspondre à une extension de son champ de compétence, plus exclusivement centré sur la science-fiction (et permettant de prendre en compte le poids croissant de la fantasy et du fantastique dans l'édition française). Il est également renommé en prix du roman francophone, à la suite de la création du prix du roman étranger.
Entre 1974 et 1988, le prix récompense des romans paru lors de l'année calendaire précédente. Le prix se cale ensuite sur l'année littéraire (de l'automne d'une année à l'été d'une année suivante) : l'édition 1989 récompense des œuvres parues entre janvier et septembre 1988, l'édition 1990 des œuvres parues entre octobre 1988 et juillet 1989. Cette situation perdure pendant une vingtaine d'années. Le prix 2010 est décerné dès la fin octobre 2009 (éligibilité : juillet 2008 à juin 2009) ; un deuxième prix 2010 est décerné en mai 2010 lors du festival Étonnants Voyageurs (éligibilité : juillet 2009 à décembre 2009). Depuis cette date, comme à ses débuts, le prix récompense des romans parus lors de l'année précédente.

## Palmarès
Le tableau suivant recense les auteurs et les romans sélectionnés dans le cadre du grand prix de l'Imaginaire du roman francophone. Les lauréats sont cités en premier, suivis par les autres finalistes et, éventuellement, des présélectionnés.
- Lauréat *
- Finaliste
- Présélection †

| Année          | Auteur                          | Titre                                                | Notes | Éditeur                        |  |            |
| -------------- | ------------------------------- | ---------------------------------------------------- | --- | ------------------------------ |  | ---------- |
| 1974           | Michel Jeury*                   | Le Temps incertain                                   | | Robert Laffont                 |  |            |
| 1974           | Landry Mérillac                 | Les Sept Soleils de l'archipel humain                | | Marabout                       |  |            |
| 1974           | André Ruellan                   | Tunnel                                               | | Robert Laffont                 |  |            |
| 1975           | Philippe Curval*                | L'Homme à rebours                                    | | Robert Laffont                 |  |            |
| 1975           | Maurice Mourier                 | Godilande ou journal d'un mort                       | | Gallimard                      |  |            |
| 1976           | Philip Goy*                     | Le Livre/machine                                     | | Denoël                         |  |            |
| 1976           | Pierre Suragne                  | Une si profonde nuit                                 | | Fleuve Noir                    |  |            |
| 1976           | Pierre Suragne                  | Vendredi, par exemple...                             | | Fleuve Noir                    |  |            |
| 1976           | Jean-Jacques Walter             | L'Étoile des sables                                  | | Belfond                        |  |            |
| 1977           | Michel Demuth*                  | Les Galaxiales                                       | Recueil de nouvelles, tome 1                                                                                              | J'ai lu                        |  |            |
| 1977           | Pierre Christin                 | Les Prédateurs enjolivés                             | | Robert Laffont                 |  |            |
| 1977           | Dominique Douay                 | L'Échiquier de la création                           | | J'ai lu                        |  |            |
| 1978           | Pierre Pelot*                   | Delirium Circus                                      | | Denoël                         |  |            |
| 1978           | Jean-Pierre Andrevon            | Le Désert du monde                                   | | Denoël                         |  |            |
| 1978           | Charles Dobzynski               | Taromancie                                           | | Éditeurs français réunis       |  |            |
| 1978           | Rafaël Pividal                  | Pays sages                                           | | Rupture                        |  |            |
| 1979           | Ada Rémy*                       | La Maison du cygne                                   | | J'ai lu                        |  |            |
| 1979           | Yves Rémy*                      | La Maison du cygne                                   | | J'ai lu                        |  |            |
| 1979           | Jean-Pierre Hubert              | Mort à l'étouffée                                    | | Kesselring                     |  |            |
| 1980           | Daniel Walther*                 | L'Épouvante                                          | | J'ai lu                        |  |            |
| 1980           | Pierre Giuliani                 | Les Frontières d'Oulan-Bator                         | | Calmann-Lévy                   |  |            |
| 1980           | Pierre Stolze                   | Le Serpent d'éternité                                | | OPTA                           |  |            |
| 1981           | Serge Brussolo*                 | Vue en coupe d'une ville malade                      | | Denoël                         |  |            |
| 1981           | Jean Hougron                    | Le Naguen                                            | | Plon                           |  |            |
| 1981           | Pierre Pelot                    | La Guerre olympique                                  | | Denoël                         |  |            |
| 1982           | Élisabeth Vonarburg*            | Le Silence de la cité                                | | Denoël                         |  |            |
| 1982           | André Costa                     | L'Appel du 17 juin                                   | | Jean-Claude Lattès             |  |            |
| 1982           | Bernard Lenteric                | La Nuit des enfants-rois                             | | Olivier Orban                  |  |            |
| 1982           | Pierre Pelot                    | Les Îles du vacarme                                  | | Presses Pocket                 |  |            |
| 1983           | Pierre Billon*                  | L'Enfant du cinquième nord                           | | Seuil                          |  |            |
| 1983           | Jacques Mondoloni               | Je suis une herbe                                    | | J'ai lu                        |  |            |
| 1984           | Jean-Pierre Hubert*             | Le Champ du rêveur                                   | | Denoël                         |  |            |
| 1984           | Francis Berthelot               | Solstice de fer & Équinoxe de bronze                 | | Temps futurs                   |  |            |
| 1984           | Joël Houssin                    | City                                                 | | Fleuve Noir                    |  |            |
| 1985           | André Ruellan*                  | Mémo                                                 | | Denoël                         |  |            |
| 1985           | Philippe Cousin                 | L'Œuf du diable                                      | | Stock                          |  |            |
| 1985           | René Dzagoyan                   | Le Système Aristote                                  | | Flammarion                     |  |            |
| 1985           | Pierre Pelot                    | Le Père de feu                                       | | Presses Pocket                 |  |            |
| 1986           | Joël Houssin*                   | Les Vautours                                         | | Fleuve Noir                    |  |            |
| 1986           | Antoine Volodine                | Biographie comparée de Jorian Murgrave               | | Denoël                         |  |            |
| 1987           | Antoine Volodine*               | Rituel du mépris, variante Moldscher                 | | Denoël                         |  |            |
| 1987           | Pierre Pelot                    | Fou dans la tête de Nazi Jones...                    | | Fleuve Noir                    |  |            |
| 1987           | Pierre Stolze                   | Marilyn Monroe et les samouraïs du père Noël         | | J'ai lu                        |  |            |
| 1987           | Antoine Volodine                | Un navire de nulle-part                              | | Denoël                         |  |            |
| 1988           | Serge Brussolo*                 | Opération « serrures carnivores »                    | | Fleuve Noir                    |  |            |
| 1988           | Serge Brussolo                  | Procédure d'évacuation immédiate des musées fantômes | | Denoël                         |  |            |
| 1988           | Christian Léourier              | Mille fois mille fleuves...                          | | J'ai lu                        |  |            |
| 1989           | Joëlle Wintrebert*              | Le Créateur chimérique                               | | J'ai lu                        |  |            |
| 1989           | Jean-Pierre Andrevon            | Tout à la main                                       | | Carrère-Kian                   |  |            |
| 1989           | Jean-François Comte             | Les Géants couverts d'algues                         | | Aurore                         |  |            |
| 1989           | Christian Léourier              | Les Racines de l'oubli                               | | J'ai lu                        |  |            |
| 1990           | Jean-Pierre Andrevon*           | Sukran                                               | | Denoël                         |  |            |
| 1990           | Joël Houssin                    | Argentine                                            | | Denoël                         |  |            |
| 1990           | Emmanuel Jouanne                | Le Rêveur de chats                                   | | Denoël                         |  |            |
| 1991           | Francis Berthelot*              | Rivage des intouchables                              | | Denoël                         |  |            |
| 1991           | Richard Canal                   | Swap, swap                                           | | J'ai lu                        |  |            |
| 1992           | Joël Houssin*                   | Le Temps du twist                                    | | Denoël                         |  |            |
| 1992           | René Reouven                    | Les Grandes profondeurs                              | | Denoël                         |  |            |
| 1993           | Ayerdhal*                       | Demain, une oasis                                    | | Fleuve Noir                    |  |            |
| 1993           | Serge Brussolo                  | Le Syndrome du scaphandrier                          | | Denoël                         |  |            |
| 1993           | Hugues Douriaux                 | Malterre                                             | | Fleuve Noir                    |  |            |
| 1993           | Oscar Valetti                   | Labyrinth-jungle                                     | | Fleuve Noir                    |  |            |
| 1994           | Pierre Bordage*                 | Les Guerriers du silence                             | | L'Atalante                     |  |            |
| 1994           | Jacques Barbéri                 | La Mémoire du crime                                  | | Denoël                         |  |            |
| 1994           | Richard Canal                   | Ombres blanches                                      | | J'ai lu                        |  |            |
| 1995           | Laurent Genefort*               | Arago                                                | | Fleuve Noir                    |  |            |
| 1995           | Alain Demouzon                  | Dernière station avant Jérusalem                     | | Gallimard                      |  |            |
| 1995           | Christian Léourier              | La Terre de promesse                                 | | J'ai lu                        |  |            |
| 1995           | Bernard Simonay                 | La Porte de bronze                                   | | Le Rocher                      |  |            |
| 1996           | Maurice G. Dantec*              | Les Racines du mal                                   | | Gallimard                      |  |            |
| 1996           | Richard Canal                   | Le Cimetière des papillons                           | | J'ai lu                        |  |            |
| 1996           | Serge Lehman                    | Le Haut lieu                                         | | Fleuve Noir                    |  |            |
| 1996           | Pierre Pelot                    | Une autre saison comme le printemps                  | | Denoël                         |  |            |
| 1997           | Jean-Marc Ligny*                | Inner City                                           | | J'ai lu                        |  |            |
| 1997           | Gilles Servat                   | La Navigation de Myrdhinn                            | | L'Atalante                     |  |            |
| 1997           | Pierre Stolze                   | Greta Garbo et les Crocodiles du père Fouettard      | | Hors Commerce                  |  |            |
| 1997           | Bernard Werber                  | La Révolution des fourmis                            | | Albin Michel                   |  |            |
| 1998           | Serge Lehman*                   | F.A.U.S.T.                                           | | Fleuve Noir                    |  |            |
| 1998           | Pierre Bordage                  | Wang                                                 | Deux volumes : Les Portes d'Occident et Les aigles d'Orient                                                               | L'Atalante                     |  |            |
| 1998           | René Reouven                    | Les Survenants                                       | | Denoël                         |  |            |
| 1998           | Élisabeth Vonarburg             | Chroniques du Pays des Mères                         | | Le Livre de poche              |  |            |
| 1999           | Roland C. Wagner*               | Les Futurs Mystères de Paris                         | Série | Fleuve Noir                    |  |            |
| 1999           | Benjamin Legrand                | Avril et des poussières                              | | Denoël                         |  |            |
| 2000           | Jean-Michel Truong*             | Le Successeur de pierre                              | | Denoël                         |  |            |
| 2000           | Ayerdhal                        | Étoiles mourantes                                    | | J'ai lu                        |  |            |
| 2000           | Jean-Claude Dunyach             | Étoiles mourantes                                    | | J'ai lu                        |  |            |
| 2000           | Maurice G. Dantec               | Babylon Babies                                       | | Gallimard                      |  |            |
| 2000           | Corinne Guitteaud               | Les Portes du temps                                  | Série | Fleuve Noir                    |  |            |
| 2000           | Hervé Jubert                    | Le Roi sans visage                                   | | Librairie des Champs-Elysées   |  |            |
| 2000           | Michel Pagel                    | L'Équilibre des paradoxes                            | | Fleuve Noir                    |  |            |
| 2001           | René Reouven*                   | Bouvard, Pécuchet et les Savants fous                | | Flammarion                     |  |            |
| 2001           | Pierre Bordage                  | Les Fables de l'Humpur                               | | J'ai lu                        |  |            |
| 2001           | Jean-Christophe Chaumette       | L'Arpenteur de mondes                                | | Pocket                         |  |            |
| 2001           | Fabrice Colin                   | Confessions d'un automate mangeur d'opium            | | Mnémos                         |  |            |
| 2001           | Mathieu Gaborit                 | Confessions d'un automate mangeur d'opium            | | Mnémos                         |  |            |
| 2001           | Hervé Jubert                    | In media res                                         | | J'ai lu                        |  |            |
| 2001           | Laurent Kloetzer                | La Voie du cygne                                     | | Mnémos                         |  |            |
| 2001           | Michel Pagel                    | L'Ogresse                                            | | Naturellement                  |  |            |
| 2002           | Pierre Pevel*                   | Les Ombres de Wielstadt                              | | Fleuve Noir                    |  |            |
| 2002           | Johan Heliot                    | La Lune seule le sait                                | | Mnémos                         |  |            |
| 2003           | Michel Pagel*                   | le Roi d'août                                        | | Flammarion                     |  |            |
| 2003           | Jérôme Camut                    | Le Trait d'union des mondes                          | | Le Serpent à plumes            |  |            |
| 2003           | Fabrice Colin                   | Or not to be                                         | | L'Atalante                     |  |            |
| 2003           | Thierry Di Rollo                | La Lumière des morts                                 | | Le Bélial'                     |  |            |
| 2003           | Xavier Mauméjean                | La Ligue des héros                                   | | Mnémos                         |  |            |
| 2003           | Viviane Moore                   | Ilianday                                             | | Le Masque                      |  |            |
| 2003           | Éric-Emmanuel Schmitt           | La Part de l'autre                                   | | Albin Michel                   |  |            |
| 2004           | Fabrice Colin*                  | Dreamericana                                         | | J'ai lu                        |  |            |
| 2004           | Francis Berthelot               | Nuit de colère                                       | | Flammarion                     |  |            |
| 2004           | Thomas Day                      | La Voie du sabre                                     | | Gallimard                      |  |            |
| 2004           | Johan Heliot                    | Faerie hackers                                       | | Mnémos                         |  |            |
| 2004           | Hervé Jubert                    | Un tango du diable                                   | | Albin Michel                   |  |            |
| 2004           | Olivier Paquet                  | Structura maxima                                     | | Flammarion                     |  |            |
| 2004           | Éric-Emmanuel Schmitt           | Lorsque j'étais une œuvre d'art                      | | Albin Michel                   |  |            |
| 2004           | Francis Valéry                  | Le Talent assassiné                                  | | Denoël                         |  |            |
| 2005           | Ayerdhal*                       | Transparences                                        | | Au diable vauvert              |  |            |
| 2005           | Thierry Di Rollo                | La Profondeur des tombes                             | | Le Bélial'                     |  |            |
| 2006           | Alain Damasio*                  | La Horde du Contrevent                               | | La Volte                       |  |            |
| 2006           | Pierre Bordage                  | Les Chemins de Damas                                 | | Au diable vauvert              |  |            |
| 2006           | Colin Marchika                  | Les Gardiens d'Aleph-deux                            | | Mnémos                         |  |            |
| 2006           | Xavier Mauméjean                | Car je suis légion                                   | | Mnémos                         |  |            |
| 2006           | Georges Panchard                | Forteresse                                           | | Robert Laffont                 |  |            |
| 2007           | Catherine Dufour*               | Le Goût de l'immortalité                             | | Mnémos                         |  |            |
| 2007           | Jean-Pierre Andrevon            | Le Monde enfin                                       | | Fleuve Noir                    |  |            |
| 2007           | Jérôme Noirez                   | Les Nuits vénéneuses                                 | | Nestiveqnen                    |  |            |
| 2007           | Élisabeth Vonarburg             | Reine de Mémoire                                     | Tomes 1 et 2 : La Maison d'oubli et Le Dragon de feu                                                                      | Alire                          |  |            |
| 2008           | Wayne Barrow*                   | Bloodsilver                                          | | Mnémos                         |  |            |
| 2008           | Thomas Day                      | Le Trône d'ébène                                     | | Le Bélial'                     |  |            |
| 2008           | Élise Fontenaille               | Unica                                                | | Stock                          |  |            |
| 2008           | Jean-Marc Ligny                 | Aqua™                                                | | L'Atalante                     |  |            |
| 2009           | Georges-Olivier Châteaureynaud* | L'Autre Rive                                         | | Grasset                        |  |            |
| 2009           | Philippe Curval                 | Lothar blues                                         | | Robert Laffont                 |  |            |
| 2009           | Norbert Merjagnan               | Les Tours de Samarante                               | | Denoël                         |  |            |
| 2009           | Jérôme Noirez                   | Leçons du monde fluctuant                            | | Denoël                         |  |            |
| 2009           | Élisabeth Vonarburg             | Reine de Mémoire                                     | Pentalogie complète : La Maison d'oubli, Le Dragon de feu, Le Dragon fou, La Princesse de vengeance et La Maison d'équité | Alire                          |  |            |
| 2010           | Stéphane Beauverger*            | Le Déchronologue                                     | | La Volte                       |  |            |
| 2010           | Alain Claret                    | Paysage sombre avec foudre                           | | Robert Laffont                 |  |            |
| 2010           | Jean-Philippe Jaworski          | Gagner la guerre                                     | | Les Moutons électriques        |  |            |
| 2010           | Xavier Mauméjean                | Lilliputia                                           | | Calmann-Lévy                   |  |            |
| 2010 (mai)     | Justine Niogret*                | Chien du heaume                                      | | Mnémos                         |  |            |
| 2010 (mai)     | Antoine Buéno                   | Le Soupir de l'immortel                              | | Héloïse d'Ormesson             |  |            |
| 2010 (mai)     | Fabien Clavel                   | Homo vampiris                                        | | Mnémos                         |  |            |
| 2010 (mai)     | Lorris Murail                   | Nuigrave                                             | | Robert Laffont                 |  |            |
| 2011           | Michel Jeury*                   | May le monde                                         | | Robert Laffont                 |  |            |
| 2011           | Brigitte Aubert                 | Le Souffle de l'ogre                                 | | Fayard                         |  |            |
| 2011           | Jean-Philippe Depotte           | Les Démons de Paris                                  | | Denoël                         |  |            |
| 2011           | Vincent Gessler                 | Cygnis                                               | | L'Atalante                     |  |            |
| 2011           | Christophe Lambert              | Vegas mytho                                          | | Fleuve Noir                    |  |            |
| 2011           | Jean-Claude Marguerite          | Le Vaisseau ardent                                   | | Denoël                         |  |            |
| 2011           | Jean-Pierre Bonnefoy†           | Les Mystères du temps                                | | Buchet-Chastel                 |  |            |
| 2011           | Georges Foveau†                 | L'Enfant sorcier de Ssinahan                         | | Folio SF                       |  |            |
| 2011           | L. L. Kloetzer†                 | CLEER                                                | | Denoël                         |  |            |
| 2011           | Laurent Poujois†                | L'Ange blond                                         | | Mnémos                         |  |            |
| 2012           | Roland C. Wagner*               | Rêves de gloire                                      | | L'Atalante                     |  |            |
| 2012           | Thierry Di Rollo                | Bankgreen                                            | | Le Bélial'                     |  |            |
| 2012           | Loïc Henry                      | Loar                                                 | | Griffe d'encre                 |  |            |
| 2012           | Éric Holstein                   | D'or et d'émeraude                                   | | Mnémos                         |  |            |
| 2012           | Jacques Martel                  | Bloody Marie                                         | | Black Book                     |  |            |
| 2012           | Raphaël Albert†                 | Avant le déluge                                      | | Mnémos                         |  |            |
| 2012           | Lionel Davoust†                 | Léviathan : La chute                                 | | Don Quichotte                  |  |            |
| 2012           | Anne Fakhouri†                  | Narcogenèse                                          | | L'Atalante                     |  |            |
| 2012           | Anne Lanièce†                   | L'Ardoise magique                                    | | Souffle du rêve                |  |            |
| 2012           | Anne Larue†                     | La Vestale du calix                                  | | L'Atalante                     |  |            |
| 2013           | Thomas Day*                     | Du sel sous les paupières                            | | Folio SF                       |  |            |
| 2013           | Paul Beorn                      | Les Derniers parfaits                                | | Mnémos                         |  |            |
| 2013           | Jacques Boireau                 | Oniromaque                                           | | Armada                         |  |            |
| 2013           | Sabrina Calvo                   | Elliot du néant                                      | | La Volte                       |  |            |
| 2013           | Sire Cédric                     | Le Premier Sang                                      | | Le Pré aux Clercs              |  |            |
| 2013           | Pit Agarmen†                    | La nuit a dévoré le monde                            | | Robert Laffont                 |  |            |
| 2013           | Laurent Genefort†               | Points chauds                                        | | Le Bélial'                     |  |            |
| 2013           | Vincent Gessler†                | Mimosa                                               | | L'Atalante                     |  |            |
| 2013           | Jean-Marc Ligny†                | Exodes                                               | | L'Atalante                     |  |            |
| 2013           | Jérôme Noirez†                  | 120 journées                                         | | Calmann-Lévy                   |  |            |
| 2013           | Laurence Suhner†                | Vestiges                                             | | L'Atalante                     |  |            |
| 2014           | L. L. Kloetzer*                 | Anamnèse de Lady Star                                | | Denoël                         |  |            |
| 2014           | Pierre Bordage                  | Chroniques des Ombres                                | | Au diable vauvert              |  |            |
| 2014           | Estelle Faye                    | Porcelaine, légende du tigre et de la tisseuse       | | Les Moutons électriques        |  |            |
| 2014           | Jean-Philippe Jaworski          | Même pas mort                                        | | Les Moutons électriques        |  |            |
| 2014           | Xavier Mauméjean                | American gothic                                      | | Alma                           |  |            |
| 2014           | Régis Goddyn†                   | Le Sang des sept rois                                | Tomes 1 et 2 du cycle | L'Atalante                     |  |            |
| 2014           | Anthelme Hauchecorne†           | Âmes de verre                                        | | Midgard                        |  |            |
| 2014           | Olivier Paquet†                 | Le Melkine                                           | Trilogie : Le Melkine, La Mort du Melkine et L'Esprit du Melkine                                                          | L'Atalante                     |  |            |
| 2014           | Oliver Peru†                    | Martyrs                                              | Premier livre du cycle | J'ai lu                        |  |            |
| 2014           | Pierre Pevel†                   | Le Chevalier                                         | | Bragelonne                     |  |            |
| 2014           | Antoine Tracqui†                | Point zéro                                           | | Critic                         |  |            |
| 2015           | Christophe Lambert*             | Aucun homme n'est une île                            | | J'ai lu (Nouveaux Millénaires) |  |            |
| 2015           | Ayerdhal                        | Bastards                                             | | Au diable vauvert              |  |            |
| 2015           | Franck Ferric                   | Trois oboles pour Charon                             | | Denoël                         |  |            |
| 2015           | Laurent Ladouari                | Cosplay                                              | | Hervé Chopin                   |  |            |
| 2015           | Maurice G. Dantec†              | Les Résidents                                        | | Inculte                        |  |            |
| 2015           | Thierry Di Rollo†               | Drift                                                | | Le Bélial'                     |  |            |
| 2015           | Loïc Le Borgne†                 | Hysteresis                                           | | Le Bélial'                     |  |            |
| 2015           | Anne-Sylvie Salzman†            | Dernières nouvelles d'Œsthrénie                      | | Dystopia                       |  |            |
| 2016           | Laurent Genefort*               | Lum'en                                               | | Le Bélial'                     |  |            |
| 2016           | Francis Berthelot               | Abîme du rêve                                        | | Dystopia                       |  |            |
| 2016           | Mika Biermann                   | Booming                                              | | Anacharsis                     |  |            |
| 2016           | Sabrina Calvo                   | Sous la Colline                                      | | La Volte                       |  |            |
| 2016           | Stéphane Przybylski             | Le Château des millions d'années                     | | Le Bélial'                     |  |            |
| 2016           | Fabien Cerutti†                 | Le fou prend le roi                                  | | Mnémos                         |  |            |
| 2016           | Christian Chavassieux†          | Les Nefs de Pangée                                   | | Mnémos                         |  |            |
| 2016           | Jean-Laurent Del Socorro†       | Royaume de vent et de colères                        | | ActuSF                         |  |            |
| 2016           | Dominique Douay†                | La Fenêtre de Diane                                  | | Les Moutons électriques        |  |            |
| 2016           | Cédric Ferrand†                 | Sovok                                                | | Les Moutons électriques        |  |            |
| 2017           | Romain Lucazeau*                | Latium                                               | Tomes 1 et 2 | Denoël                         |  |            |
| 2017           | Christophe Carpentier           | Le Mur de Planck                                     | | P.O.L                          |  |            |
| 2017           | Laurent Kloetzer                | Vostok                                               | | Denoël                         |  |            |
| 2017           | Vincent Message                 | Défaite des maîtres et possesseurs                   | | Seuil                          |  |            |
| 2017           | Olivier Paquet                  | Jardin d'hiver                                       | | L'Atalante                     |  |            |
| 2017           | Romain d'Huissier†              | Chroniques de l'étrange                              | Tomes 1 et 2 : Les Quatre-vingt-un Frères et La Résurrection du dragon                                                    | Critic                         |  |            |
| 2017           | Christian Léourier†             | Sitrinjêta                                           | | Critic                         |  |            |
| 2017           | François Rouiller†              | Métaquine                                            | Tomes 1 et 2 : Indications / Contre-indications                                                                           | L'Atalante                     |  |            |
| 2018           | Sabrina Calvo*                  | Toxoplasma                                           | | La Volte                       |  |            |
| 2018           | Pierre Bordage                  | La Désolation                                        | | Bragelonne                     |  |            |
| 2018           | Thierry Di Rollo                | Le Temps de Palanquine                               | | Le Bélial'                     |  |            |
| 2018           | Xavier Mauméjean                | La Société des faux visages                          | | Alma                           |  |            |
| 2018           | Raphaël Eymery†                 | Pornarina                                            | | Denoël                         |  |            |
| 2018           | Estelle Faye†                   | Les Seigneurs de Bohen                               | | Critic                         |  |            |
| 2018           | Laurent Genefort†               | Spire                                                | Tomes 1 et 2 : Ce qui relie et Ce qui divise                                                                              | Critic                         |  |            |
| 2018           | Feldrik Rivat†                  | Paris-Capitale                                       | | L'Homme sans nom               |  |            |
| 2018           | Michael Roch†                   | Moi, Peter Pan                                       | | Mü                             |  |            |
| 2018           | Brice Tarvel†                   | Pierre-fendre                                        | | Les Moutons électriques        |  |            |
| 2019           | Patrick K. Dewdney*             | Le Cycle de Syffe                                    | Tomes 1 et 2 : L'Enfant de poussière et La Peste et la Vigne                                                              | Au diable vauvert              |  |            |
| 2019           | Jean Baret                      | Bonheur™                                             | | Le Bélial'                     |  |            |
| 2019           | Nicolas Cartelet                | Dernières fleurs avant la fin du monde               | | Mü                             |  |            |
| 2019           | Floriane Soulas                 | Rouille                                              | | Scrineo                        |  |            |
| 2019           | Élisabeth Vonarburg             | Les Pierres et les Roses                             | Tomes 1 à 3 : La Voie des pierres, La Voie des roses et La Balance et le Sablier                                          | Alire                          |  |            |
| 2019           | Romain d'Huissier†              | Chroniques de l'étrange                              | Tomes 1 à 3 : Les Quatre-vingt-un Frères, La Résurrection du dragon et Les Gardiens célestes                              | Critic                         |  |            |
| 2019           | Catherine Dufour†               | Entends la nuit                                      | | L'Atalante                     |  |            |
| 2019           | Johan Heliot†                   | Frankenstein 1918                                    | | L'Atalante                     |  |            |
| 2019           | luvan†                          | Susto                                                | | La Volte                       |  |            |
| 2020           | Alain Damasio*                  | Les Furtifs                                          | | La Volte                       |  |            |
| 2020           | Jean Baret                      | Vie™                                                 | | Le Bélial'                     |  |            |
| 2020           | Franck Ferric                   | Le Chant mortel du soleil                            | | Albin Michel                   |  |            |
| 2020           | Olivier Paquet                  | Les Machines fantômes                                | | L'Atalante                     |  |            |
| 2020           | Laurent Binet†                  | Civilizations                                        | | Grasset                        |  |            |
| 2020           | Victor Fleury†                  | L'Homme électrique                                   | | Bragelonne                     |  |            |
| 2020           | Léonora Miano†                  | Rouge Impératrice                                    | | Grasset                        |  |            |
| 2020           | Emmanuelle Pireyre†             | Chimère                                              | | L'Olivier                      |  |            |
| 2021           | Laurine Roux*                   | Le Sanctuaire                                        | | Le Sonneur                     |  |            |
| 2021           | Jean-Marie Blas de Roblès       | Ce qu'ici-bas nous sommes                            | | Zulma                          |  |            |
| 2021           | Claire Duvivier                 | Un long voyage                                       | | Aux Forges de Vulcain          |  |            |
| 2021           | Hervé Le Tellier                | L'Anomalie                                           | | Gallimard                      |  |            |
| 2021           | Christophe Siébert              | Images de la fin du monde                            | | Au diable vauvert              |  |            |
| 2021           | Pierre Bordage†                 | Rive gauche                                          | | L'Atalante                     |  |            |
| 2021           | Catherine Dufour†               | Au bal des absents                                   | | Seuil                          |  |            |
| 2021           | Mathias Énard†                  | Le Banquet annuel de la confrérie des fossoyeurs     | | Actes Sud                      |  |            |
| 2021           | Xabi Molia†                     | Des jours sauvages                                   | | Seuil                          |  |            |
| 2021           | Émilie Querbalec†               | Quitter les Monts d'Automne                          | | Albin Michel                   |  |            |
| 2022           | Jérôme Leroy*                   | Vivonne                                              | | La Table ronde                 |  |            |
| 2022           | Claire Duvivier                 | Citadins de demain                                   | | Aux Forges de Vulcain          |  |            |
| 2022           | Jérémy Fel                      | Nous sommes les chasseurs                            | | Rivages                        |  |            |
| 2022           | Romain Lucazeau                 | La Nuit du faune                                     | | Albin Michel                   |  |            |
| 2022           | Christophe Siébert              | Feminicid                                            | | Au diable vauvert              |  |            |
| 2022           | Jean Baret†                     | Trademark                                            | Tomes 1 à 3 | Le Bélial'                     |  |            |
| 2022           | Mika Biermann†                  | Téké                                                 | | Anacharsis                     |  |            |
| 2022           | Olivier Bordaçarre†             | Appartement 816                                      | | L'Atalante                     |  |            |
| 2022           | Guillaume Chamanadjian†         | Le Sang de la Cité                                   | | Aux Forges de Vulcain          |  |            |
| 2022           | Benjamin Lupu†                  | Le Grand Jeu                                         | | Bragelonne                     |  |            |
| 2022           | Saul Pandelakis†                | La Séquence Aardtman                                 | | Goater                         |  |            |
| 2022           | Laurence Suhner†                | Celle qui sait                                       | | L'Atalante                     |  |            |
| 2023           | Marguerite Imbert*              | Les Flibustiers de la mer chimique                   | | Albin Michel                   |  |            |
| 2023           | Guillaume Chamanadjian          | Capitale du Sud                                      | Tomes 1 et 2 : Le Sang de la cité et Trois Lucioles                                                                       | Aux Forges de Vulcain          |  |            |
| 2023           | Laurent Genefort                | Les Temps ultramodernes                              | | Albin Michel                   |  |            |
| 2023           | Olivier Paquet                  | Composite                                            | | L'Atalante                     |  |            |
| 2023           | Emmanuelle Pirotte              | Les Reines                                           | | Le Cherche midi                |  |            |
| 2023           | Christian Chavassieux†          | Je suis le rêve des autres                           | | Mü                             |  |            |
| 2023           | Fabrice Colin†                  | Golden Age                                           | | Hachette Heroes                |  |            |
| 2023           | Claire Duvivier†                | Capitale du Nord                                     | Tomes 1 et 2 : Citadins de demain et Mort aux geais !                                                                     | Aux Forges de Vulcain          |  |            |
| 2023           | Thomas Gunzig†                  | Le Sang des bêtes                                    | | Au diable vauvert              |  |            |
| 2023           | Julien Heylbroeck†              | Lazaret 44                                           | | Les Moutons électriques        |  |            |
| 2023           | Dominique Scali†                | Les marins ne savent pas nager                       | | La Peuplade                    |  |            |
| 2024           | Chris Vuklisevic*               | Du thé pour les fantômes                             | | Denoël                         |  |            |
| 2024           | Anne Fakhouri                   | Trois battements, un silence                         | | Argyll                         |  |            |
| 2024           | Tristan Garcia                  | Vie contre vie                                       | | Gallimard                      |  |            |
| 2024           | Jean-Philippe Jaworski          | Le Tournoi des preux / Le Conte de l'assassin        | | Les Moutons électriques        |  |            |
| 2024           | Bombyx Mori Collectif†          | La Trame                                             | | La Volte                       |  |            |
| 2024           | Nicolas Cartelet†               | Le Livre de Nathan                                   | | Mü                             |  |            |
| 2024           | Martine Desjardins†             | Méduse                                               | | L'Atalante                     |  |            |
| 2024           | Thomas Gunzig†                  | Rocky, dernier rivage                                | | Au diable vauvert              |  | L'Atalante |
| Olivier Paquet | L'Ost céleste                   |                                                      | |                                |  |            |

## Statistiques
En 52 éditions, de 1974 à 2024, 167 auteurs (parfois coauteurs ou sous pseudonyme) et 206 titres ont été finalistes du prix ; 46 auteurs et 52 ouvrages l'ont remporté.
Lauréats multiples (2 prix) : Ayerdhal, Serge Brussolo, Alain Damasio, Laurent Genefort, Joël Houssin, Michel Jeury, Roland C. Wagner
Nominations multiples :
- 8 nominations : Pierre Pelot (dont 2 sous le pseudonyme de Pierre Suragne ; 1 prix)
- 6 : Pierre Bordage (1 prix)
- 5 : Xavier Mauméjean, Élisabeth Vonarburg (1 prix)
- 4 : Jean-Pierre Andrevon (1 prix), Ayerdhal (2 prix), Francis Berthelot (1 prix), Serge Brussolo (2 prix), Thierry Di Rollo, Joël Houssin (2 prix), Olivier Paquet
- 3 : Sabrina Calvo (1 prix), Richard Canal, Fabrice Colin (1 prix), Thomas Day (1 prix), Laurent Genefort (2 prix), Jean-Philippe Jaworski, Hervé Jubert, Laurent Kloetzer (dont une sous le pseudonyme commune de L. L. Kloetzer), Christian Léourier, Michel Pagel (1 prix), René Reouven (1 prix), Pierre Stolze, Antoine Volodine (1 prix)
- 2 : Jacques Barbéri (dont une sous le pseudonyme d'Oscar Valetti), Jean Baret, Philippe Curval (1 prix), Alain Damasio (2 prix), Maurice G. Dantec (1 prix), Claire Duvivier, Franck Ferric, Johan Heliot, Jean-Pierre Hubert (1 prix), Michel Jeury (2 prix), Christophe Lambert (1 prix), Serge Lehman (1 prix), Jean-Marc Ligny (1 prix), Romain Lucazeau (1 prix), Jérôme Noirez, André Ruellan (1 prix), Éric-Emmanuel Schmitt, Christophe Siébert, Pierre Suragne, Roland C. Wagner (2 prix)

Du point de vue des éditeurs :
- 14 prix : Denoël
- 7 : J'ai lu, Fleuve Noir
- 4 : La Volte
- 3 : Mnémos, Robert Laffont
- 2 : L'Atalante, Au diable vauvert, Flammarion